# Armorloricus
Armorloricus là một chi của ngành loricifera, nhỏ đến cực nhỏ sống ở trầm tích biển.

## Các loài
1. Armorloricus davidi Kristensen & Gad, 2004[2]
2. Armorloricus elegans Kristensen & Gad, 2004[2]
3. Armorloricus kristenseni Heiner, 2004[2]